# Francesca Meropini
Francesca Meropini (San Miniato, 17 ottobre 1997) è una calciatrice italiana, di ruolo centrocampista.

## Carriera

### Club
Francesca Meropini si avvicina al calcio fin da giovanissima, iniziando delle formazioni giovanili miste del Cappiano Romaiano, diventato dal 2003 CuoioCappiano, per trasferirsi in seguito al Valdarno dove, in una formazione interamente femminile allenata dal tecnico Sara Colzi, fa il suo debutto nella formazione Juniores il 23 ottobre 2011.
L'anno successivo segue Colzi al Castelfranco, società dove inizialmente gioca ancora il Campionato Interregionale Juniores femminile, squadra che nella stagione 2012-2013 si classifica al secondo posto dopo il Firenze, per poi essere inserita in rosa con la prima squadra facendo il suo esordio in Serie B, il secondo livello del campionato italiano, nel corso della stagione 2013-2014, e dove nelle due successive stagioni scende in campo occasionalmente.
Al termine del campionato di Serie B 2015-2016, l'unico giocato nel girone C, la squadra diretta dal tecnico Alessandro Pistolesi sfiora la promozione, classificandosi al secondo posto a un solo punto dal Cuneo che viene promosso in Serie A. Durante la stessa stagione approdano alla semifinale di Coppa Italia, persa con l'AGSM Verona che arriverà seconda nel campionato di Serie A 2015-2016.
Prima dell'inizio della successiva stagione la società cede il titolo sportivo all'Empoli (maschile) e la squadra si iscrive al campionato di Serie B 2016-2017 come sua sezione femminile, adottandone di conseguenza colori sociali e tenute di gara, e integrando buona parte della dirigenza e dell'organico del Castelfranco, tra cui Meropini. Al suo primo impegno come Empoli Ladies la squadra conquista la promozione in Serie A, unica squadra imbattuta considerando tutti i campionati nazionali (Serie A e 4 gironi di Serie B), stagione dove Meropini viene impiegata in 11 incontri di campionato e in Coppa Italia va a segno portando il risultato sul definitivo 6-0 nell'incontro del terzo turno vinto sulle avversarie del Chieti.
Meropini condivide con le compagne la difficile stagione 2017-2018 che vede la squadra incapace di assimilare il salto di categoria faticando ad uscire dalla zona di bassa classifica. Pistolesi la fa esordire in Serie A solo dalla 5ª giornata di campionato, partita titolare nell'incontro casalingo perso per 4-0 con le avversarie della Res Roma, impiegandola con più regolarità dalla 10ª giornata in poi. La stagione si conclude con la squadra classificata al 12 e ultimo posto in campionato, che vale la retrocessione in cadetteria, e l'eliminazione al terzo turno di Coppa Italia da parte della Fiorentina; Meropini marca 16 presenze, 13 delle quali in campionato.

## Palmarès
- Campionato italiano di Serie B: 1

Empoli: 2016-2017